# Platycoelia quadrilineata
Platycoelia quadrilineata är en skalbaggsart som beskrevs av Hermann Burmeister 1844. Platycoelia quadrilineata ingår i släktet Platycoelia och familjen Rutelidae. Inga underarter finns listade i Catalogue of Life.